# Kaħk
Le kahk ou l'kahk (en arabe : الكحك) est une spécialité pâtissière propre à la ville de Rabat. C'est un gâteau de forme ronde façonné avec de la pâte d'amande sur une fine feuille de pâte. C'est une sorte de gimblette fourrée de pâte d'amande et entourée d'une couronne de pâte sucrée.
Louis Brunot, référence scientifique dans le dialecte de la ville de Rabat, le parler rbati, définit cette pâtisserie de la manière suivante : káhk, káḥka, nom d'unité ; plur. káḥkaț, « gimblette », gâteau en forme d'anneau à pâte sèche et croustillante garnie de massepain (ou pâte d'amande) ; l'anneau est constitué par un demi-cylindre creux de pâte ; les bords en sont tuyautés ; l'intérieur contient le massepain.

## Histoire
Après la promulgation du décret d'expulsion des Morisques d'Espagne, ces derniers furent obligés de quitter la Péninsule ibérique entre 1609 et 1614 pour rejoindre le nord de l'Afrique.
Lorsque les Morisques quittèrent Al-Andalus, ils subissaient des vols et extorsions en route. Alors, certains d'entre eux ont eu l'idée de concevoir des gâteaux ronds, dont le diamètre est étendu, pour la route et d'y mettre les pièces d'or qu'il possédaient. Façon ingénieuse de préserver le peu d'argent qu'il leur restait à l'intérieur de l'kahk jusqu'à ce qu'ils arrivent à destination.
Il est, de ce fait, un gâteau traditionnel et ancré dans l'histoire de la ville de Rabat.

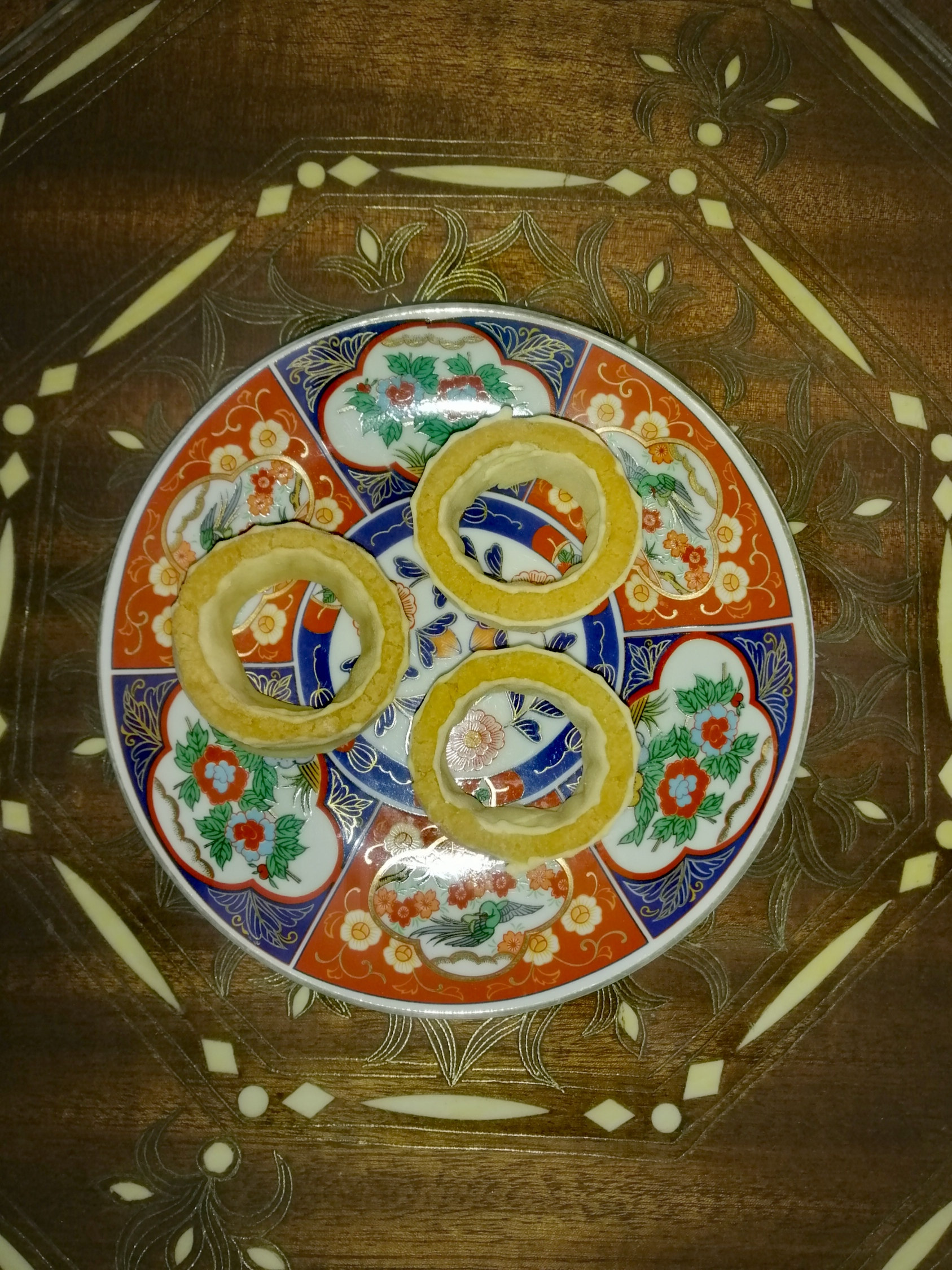
Kahk de Rabat.

## Aspect culturel
Cette pâtisserie est indispensable pour toutes les fêtes religieuses et les cérémonies familiales. En effet, il s'agit de la pièce maîtresse des mariages et grandes fêtes, au point que la tradition lui a consacré plusieurs proverbes.

### Proverbes
- « Bla kahk bla kaâb, kolchi âabe », « Sans kahk ni kaab, tout est foutu », en parlant d'une cérémonie ou une fête.
- « L'kahk men dyoro », « L'kahk à partir de ses maisons », c'est-à-dire que ce gâteau ne sort que des grandes maisons.
- « Li saweb l'âars bla kahk, âmel f raso dehk », « Celui qui organise une cérémonie de mariage sans kahk sera l'objet de sarcasmes ».
- « Ârayess bla kahk », « Mariées sans kahk », c'est-à-dire mariées bâtardes, sans lien avec la tradition[1].

### Dictons
- « Dhek li dhika naâtik k'hika », « Lâche-moi un sourire et je te donne une pièce de kahk », se dit aux petits enfants (avec diminutif de kahk, en khika).